# 27. Berlini Nemzetközi Filmfesztivál
A 27. Berlini Nemzetközi Filmfesztivál 1977. június 24. és július 5. között került megrendezésre. A fesztivált Peter Bogdanovich filmje, Az ötcentes mozi nyitotta meg. Az Arany Medve díjat Larisa Shepitko filmje, a Kálvária nyerte.
Ettől a fesztiváltól kezdve a retrospektív és homázs programot a szervezők a Deutsche Kinemathek filmarchívummal közösen csinálták. Az ezévi retrospektív Marlene Dietrich német színésznőnek volt szentelve, mellette egy másik programot az 1933 és 1945 közti filmeknek szánták. A szekció vendége Wilfried Basse nyugat-német filmkészítő volt.

## Zsűri
Az alábbi emberek voltak a fesztivál zsűrijének tagjai:
- Senta Berger, osztrák színésznő és producer – Zsűrielnök
- Ellen Burstyn, amerikai színésznő
- Helène Vager, francia producer
- Rainer Werner Fassbinder, nyugat-német filmkészítő, színész és producer
- Derek Malcolm, brit újságíró és filmkritikus
- Andrej Mihalkov Koncsalovszkij, szovjet filmkészítő
- Ousmane Sembène, szenegáli filmkészítő, producer és szerző
- Humberto Solás, kubai filmkészítő
- Basilio Martín Patino, spanyol filmkészítő

## A fesztivál programja

### Versenyben lévő filmek
Az alábbi filmek voltak versenyben az Arany Medve- és az Ezüst Medve-díjakért:
| Magyar cím                                       | Eredeti cím                                      | Rendező                               | Ország                         |
| ------------------------------------------------ | ------------------------------------------------ | ------------------------------------- | ------------------------------ |
| El anacoreta                                     | El anacoreta                                     | Juan Estelrich                        | Spanyolország, Franciaország   |
| Kálvária                                         | Восхождение                                      | Larisa Shepitko                       | Szovjetunió                    |
| Herkulesfürdői emlék                             | Herkulesfürdői emlék                             | Sándor Pál                            | Magyarország                   |
| Between the Lines                                | Between the Lines                                | Joan Micklin Silver                   | Amerikai Egyesült Államok      |
| Camada negra                                     | Camada negra                                     | Manuel Gutiérrez Aragón               | Spanyolország                  |
| Los albañiles                                    | Los albañiles                                    | Jorge Fons                            | Mexikó                         |
| Die Eroberung der Zitadelle                      | Die Eroberung der Zitadelle                      | Bernhard Wicki                        | Nyugat-Németország             |
| Küklopsz                                         | Циклопът                                         | Christo Christov                      | Bulgária                       |
| ...és újra a szerelem                            | Den pro mou lásku                                | Juraj Herz                            | Csehszlovákia                  |
| Talán az ördög                                   | Le diable probablement                           | Robert Bresson                        | Franciaország                  |
| Don's Party                                      | Don's Party                                      | Bruce Beresford                       | Ausztrália                     |
| Etuda o zkoušce                                  | Etuda o zkoušce                                  | Evald Schorm                          | Csehszlovákia                  |
| Die Vertreibung aus dem Paradies                 | Die Vertreibung aus dem Paradies                 | Niklaus Schilling                     | Nyugat-Németország             |
| Feniks                                           | Feniks                                           | Petar Gligorovski                     | Jugoszlávia                    |
| Az ötödik pecsét                                 | Az ötödik pecsét                                 | Fábri Zoltán                          | Magyarország                   |
| Grete Minde                                      | Grete Minde                                      | Heidi Genée                           | Nyugat-Németország, Ausztria   |
| Hitler - Eine Karriere                           | Hitler - Eine Karriere                           | Joachim Fest, Christian Herrendoerfer | Nyugat-Németország             |
| Jabberwocky                                      | Jabberwocky                                      | Terry Gilliam                         | Egyesült Királyság             |
| The Late Show                                    | The Late Show                                    | Robert Benton                         | Amerikai Egyesült Államok      |
| Mama, élek!                                      | Mama, ich lebe                                   | Konrad Wolf                           | Kelet-Németország, Szovjetunió |
| A férfi, aki szerette a nőket                    | L'Homme qui aimait les femmes                    | François Truffaut                     | Franciaország                  |
| Az ötcentes mozi (nyitófilm)                     | Nickelodeon                                      | Peter Bogdanovich                     | Amerikai Egyesült Államok      |
| Ortsfremd ... wohnhaft vormals Mainzerlandstraße | Ortsfremd ... wohnhaft vormals Mainzerlandstraße | Hedda Rinneberg, Hans Sachs           | Nyugat-Németország             |
| Porci con le ali                                 | Porci con le ali                                 | Paolo Pietrangeli                     | Olaszország                    |
| Szentimentális regény                            | Сентиментальный роман                            | Igor Maslennikov                      | Szovjetunió                    |
| Csodabazár                                       | Tenda dos Milagres                               | Nelson Pereira dos Santos             | Brazília                       |
| Vdovstvo Karoline Žašler                         | Vdovstvo Karoline Žašler                         | Matjaž Klopčič                        | Jugoszlávia                    |

### Versenyen kívül
- Caudillo - Basilio Martín Patino (Spanyolország)
- Per questa notte - Carlo Di Carlo (Olaszország)

### Retropektív és homázs program
Az alábbi filmeket vetítették a Marlene Dietrichnek szánt retrospektív programban: 
| Magyar cím                  | Eredeti cím                        | Rendező             | Ország                    |
| --------------------------- | ---------------------------------- | ------------------- | ------------------------- |
| A szőke Vénus               | Blonde Venus                       | Josef von Sternberg | Amerikai Egyesült Államok |
| A kék angyal                | Der blaue Engel                    | Josef von Sternberg | Németország               |
| Az ismeretlen asszony       | Gefahren der Brautzeit             | Fred Sauer          | Németország               |
| Nőstény ördög               | The Devil Is a Woman               | Josef von Sternberg | Amerikai Egyesült Államok |
| X.27 - A titokzatos asszony | Dishonored                         | Josef von Sternberg | Amerikai Egyesült Államok |
| Mártírasszony               | Knight Without Armour              | Jacques Feyder      | Egyesült Királyság        |
| Marokkó                     | Morocco                            | Josef von Sternberg | Amerikai Egyesült Államok |
| A vörös cárnő               | The Scarlet Empress                | Josef von Sternberg | Amerikai Egyesült Államok |
| Sanghai expressz            | Shanghai Express                   | Josef von Sternberg | Amerikai Egyesült Államok |
| Uszó börtön                 | Das Schiff der verlorenen Menschen | Maurice Tourneur    | Németország               |
| Erősebb a szerelemnél       | Tragödie der Liebe                 | Joe May             | Németország               |

Az alábbi filmek vetítették a "Love, Death and Technology. Cinema of the Fantastical 1933–1945" című retrospektív programban:
| Magyar cím        | Eredeti cím       | Rendező        | Ország      |
| ----------------- | ----------------- | -------------- | ----------- |
| Az alagút         | Der Tunnel        | Kurt Bernhardt | Németország |
| Der Herr der Welt | Der Herr der Welt | Harry Piel     | Németország |

## Győztesek
- Arany Medve: Kálvária (Larisa Shepitko)
- Zsűri Nagydíja: Talán az ördög (Robert Bresson)
- Ezüst Medve díj a legjobb rendezőnek: Manuel Gutiérrez Aragón (Camada negra)
- Ezüst Medve díj a legjobb színésznőnek: Lily Tomlin (The Late Show)
- Ezüst Medve díj a legjobb színésznek: Fernando Fernán Gómez (El anacoreta)
- Ezüst Medve díj:
  - Herkulesfürdői emlék (Sándor Pál)
  - Los albañiles (Jorge Fons)
- FIPRESCI-díj
  - Kálvária (Larisa Shepitko)[8]
  - Mababangong Bangungot (Kidlat Tahimik)[8]

## Fordítás
- Ez a szócikk részben vagy egészben  a(z)   27th Berlin International Film Festival című angol Wikipédia-szócikk fordításán alapul.  Az eredeti cikk szerkesztőit annak laptörténete sorolja fel. Ez a jelzés csupán a megfogalmazás eredetét és a szerzői jogokat jelzi, nem szolgál a cikkben szereplő információk forrásmegjelöléseként.